# Hubert Neumann (Historiker)
Hubert Neumann (* 1963 in Mainz) ist ein deutscher Historiker, zeitgenössischer Autor und Kolumnist.

## Leben
Aufgewachsen in der nahe Mainz gelegenen rheinhessischen Gemeinde Zornheim studierte Neumann Mittlere und Neuere Geschichte, Philosophie, Soziologie und Volkswirtschaft an der Johannes Gutenberg-Universität Mainz. Im Rahmen der Mentalitätsgeschichte und Historischen Kriminologie untersuchte er in einer Fallstudie (Sozialdisziplinierung in der Reichsstadt Speyer im 16. Jahrhundert. St. Augustin 1997) Zivilisierung und Disziplinierung des frühneuzeitlichen Menschen. Dies führte ihn u. a. zu seiner historischen Trilogie „Wolkenschieber“, für die er 2001 den Martha-Saalfeld-Förderpreis erhielt. Mit „Lusthängen“ verlässt er die historische Umgebung und begibt sich in die Gegenwart, wo er den Tiefen oder auch Abgründen der Folgen dieses Disziplinierungsprozesses nachspürt.
Seit 2009 ist er als Dozent für akademisches Schreiben und Kolumnist der Lokalen Zeitung sowie der Mainzer Vierteljahreshefte für Kultur, Politik, Wirtschaft und Geschichte tätig.

## Werke
- 1997 – Sozialdisziplinierung in der Reichsstadt Speyer im 16. Jahrhundert. Gardez Verlag St. Augustin[1]
- 2003 – Lusthängen. Theaterstück. Deutscher Theaterverlag. Weinheim[2]
- 2008 – Lusthängen. Roman. Gardez! Verlag. Remscheid[3]
- 2011 – Auch ein blindes Huhn… Reiser. Mainz

## Auszeichnungen und Stipendien
- 2001 – Martha-Saalfeld-Förderpreis
- 2004 – Arbeitsstipendium der Sczech-Stiftung
- 2017 – Arbeitsstipendium des Landes Rheinland-Pfalz[4]